# Distinción de Graduado con Excelencia
La distinción de “Graduado con Excelencia”, mención de “Graduado con Excelencia” o mención de Excelencia (en el Grado) es una distinción menor concedida por la universidad a algunos alumnos en cada estudio de Grado universitario.
A diferencia del Premio Extraordinario de Fin de Carrera, se trata de una distinción menor que no se otorga en función de la nota media del expediente académico, sino cumpliendo otros requisitos académicos universitarios. En una promoción de 100 alumnos puede haber 7 u 8 menciones de “Graduado con Excelencia”.
Las condiciones para la obtención de esta distinción menor son:
- Haber finalizado el Grado universitario (en su totalidad)
- Haber finalizado el Grado universitario en el número de años académicos correspondiente a la duración del mismo
- Haber superado todos los créditos del grado en la primera convocatoria ordinaria
- Que en el expediente académico universitario no contenga asignaturas con la calificación “Suspenso”, “No presentado”, “Renuncia” o “Reconocido”
- Una distinción por cada 14 alumnos (unas 7-8 distinciones en una promoción de 100 alumnos)

En caso de que el total de los alumnos que cumpla esas condiciones sea mayor de 14 se ordenará a los estudiantes en función de la nota media de su expediente.
Es por ello que puede ocurrir que un alumno haya obtenido una calificación de 8 sobre 10 y otro de 6 sobre 10 y la distinción se le conceda a este último, ya que la mención no va en función de la nota media.